# Juventud de Torremolinos CF
Juventud de Torremolinos CF is een Spaans voetbalteam gevestigd in Torremolinos, Málaga, in de autonome gemeenschap van Andalusië. Het werd opgericht in 1958 en speelt sinds 2025 in de Primera Federación (Groep 2). De club houdt zijn thuiswedstrijden in het Estadio Municipal El Pozuelo. 

## Historie
De club werd in 1958 opgericht en speelde gans zijn bestaan afwisseld tussen de Tercera División en de Regionale Andalusische reeksen. In het seizoen 2023/24 werden ze kampioen in de Tercera Federación-groep 9 (niveau 5), om het seizoen daarna opnieuw kampioen te worden in de Segunda Federación-groep 4 (niveau 4). Zo komt de club  in het seizoen 2025/26 voor het eerst in haar recente geschiedenis uit op het 3e hoogste niveau : de Primera Federación.

## Statistieken
- Primera Federación: 1 seizoenen
- Segunda Federación: 2 seizoenen
- Tercera División: 31 seizoenen